# Llista d'aplicacions del KDE

El logo del KDE.

Aquí sota s'inclou una llista d'aplicacions del KDE per categories.
La majoria d'aplicacions KDE tenen una K al nom, majoritàriament la primera lletra i en majúscules, tot i que hi ha diverses excepcions com kynaptic, on la seva K no és majúscula o Gwenview, el qual no té cap K. La majoria d'aplicacions KDE agafen la seva K perquè el lletreig d'una paraula comença amb C o Q, per exemple Konsole o Kuickshow. A més, algunes paraules afegeixen una K en una paraula d'ús comú, com per exemple KOffice. La majoria de noms d'aplicació existeixen en alemany, com per exemple Konsole.

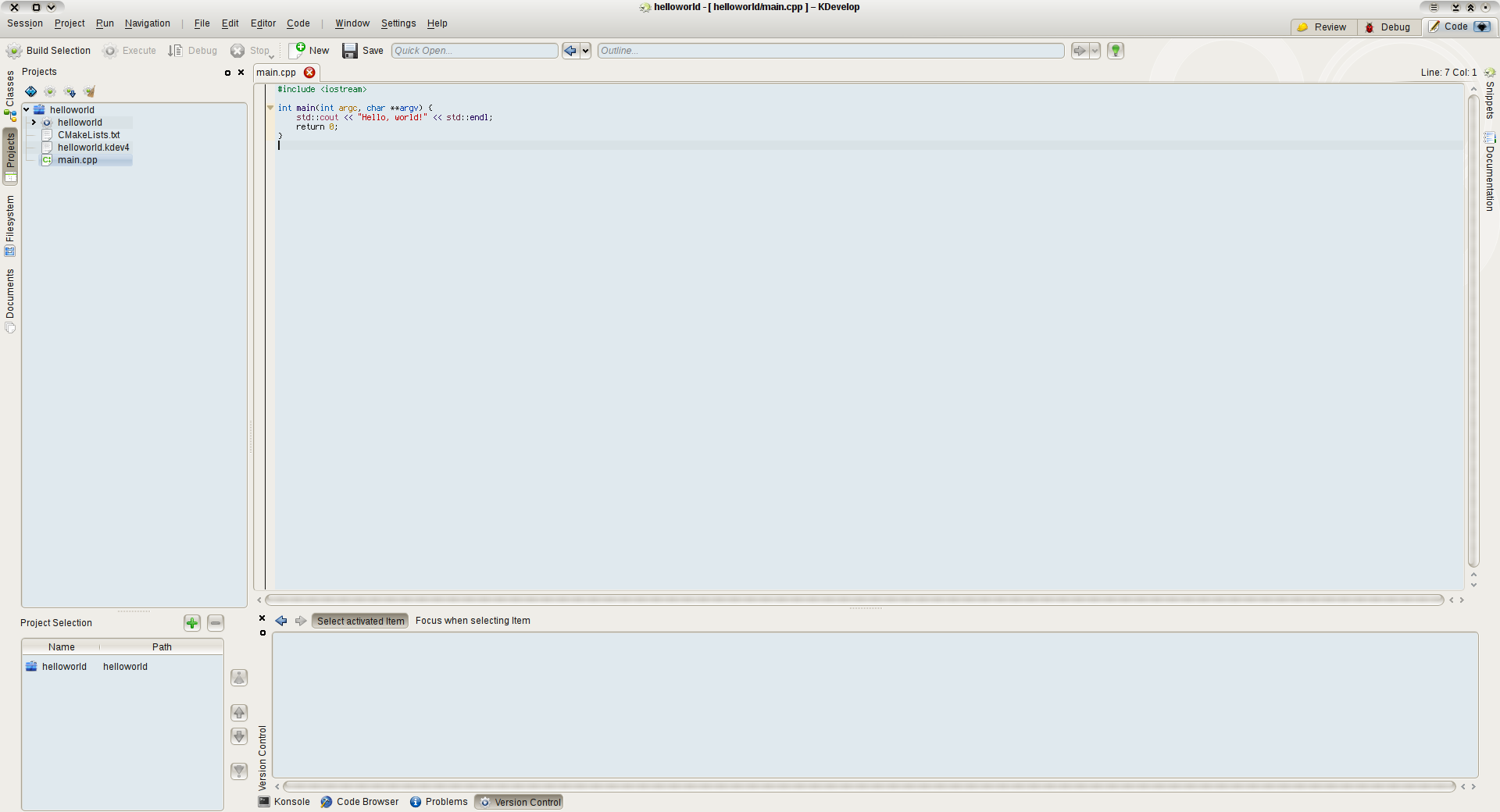
KDevelop.

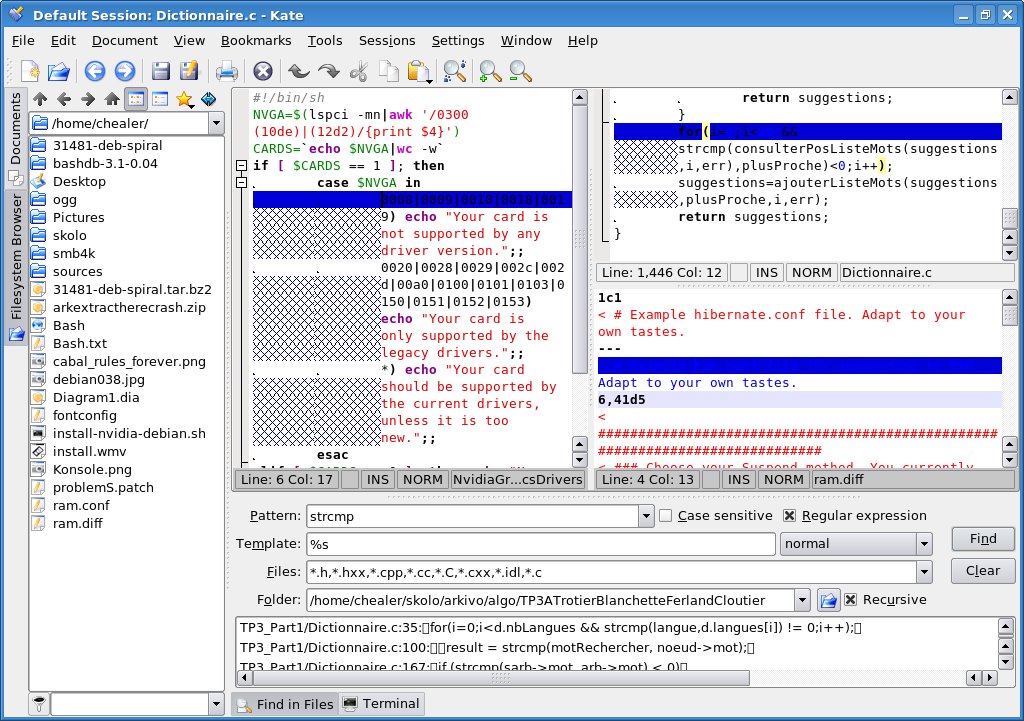
Kate.

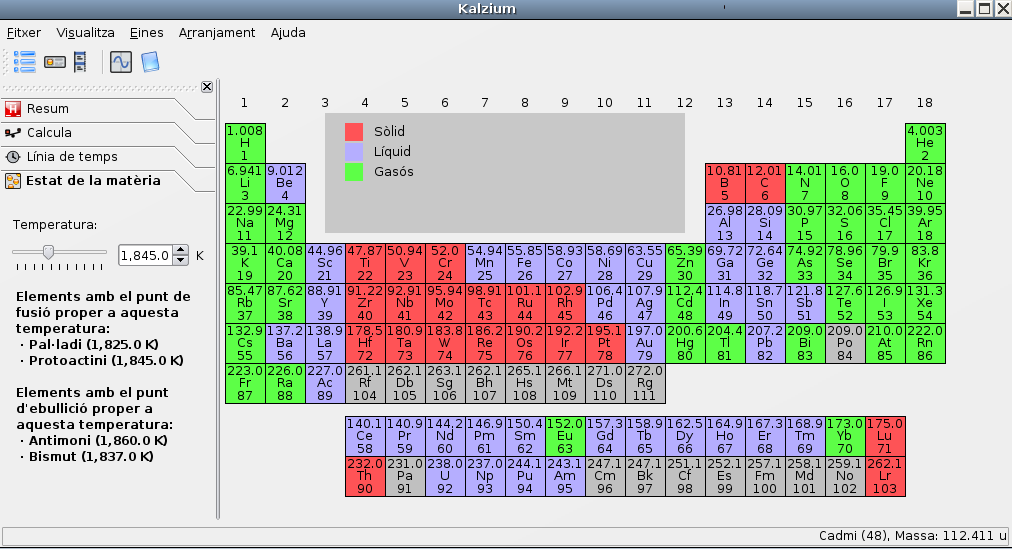
Kalzium.

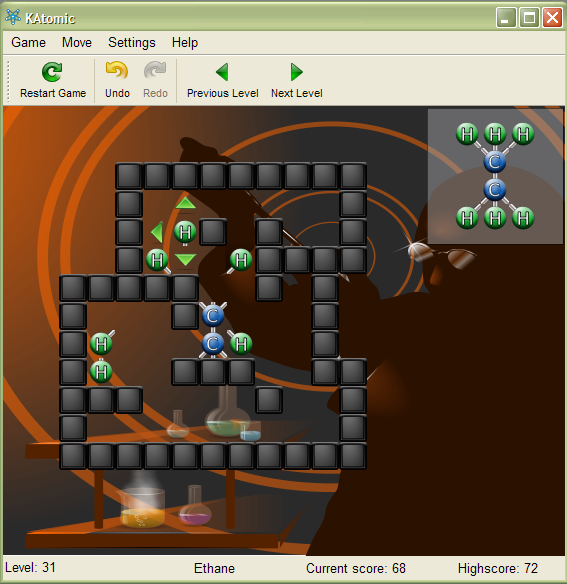
KAtomic.

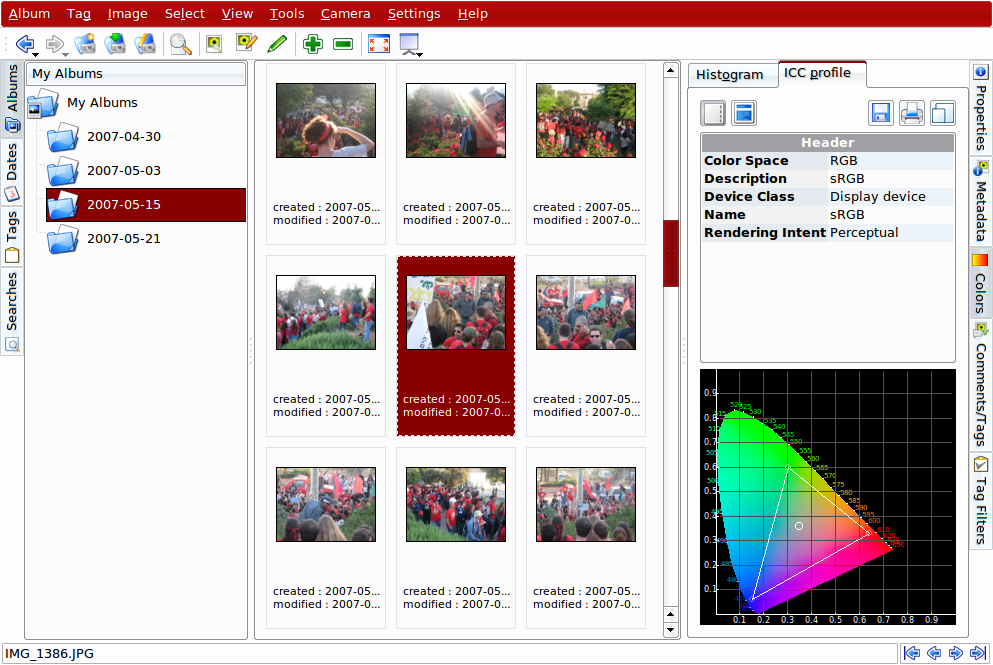
DigiKam.

| Logo                                                              | Nom Descripció                                                                     | Versió Data                  | Llicència      | Pàgina web                                                   |
| ----------------------------------------------------------------- | ---------------------------------------------------------------------------------- | ---------------------------- | -------------- | ------------------------------------------------------------ |
| Desenvolupament                                                   |                                                                                    |                              |                |                                                              |
| KDESvn                                                            | KDESvn Client gràfic per al Subversion.                                            | 1.3.0 17 d'abril de 2009     | GPL            | kdesvn.alwins-world.de Arxivat 2019-11-14 a Wayback Machine. |
| KDevelop                                                          | KDevelop Un projecte d'entorn de desenvolupament integrat que va començar el 1998. | 3.5.4-1 27 de febrer de 2009 | GPL            | kdevelop.org                                                 |
| Editors                                                           |                                                                                    |                              |                |                                                              |
| Kate                                                              | Kate Un editor de text avançat per a programadors.                                 | 3.2.2 2 d'abril del 2009     | LGPL           | kate-editor.org                                              |
| Kate                                                              | KEdit Un editor de text simple per Bernd Johannes Wübben.                          | 1.0 desconeguda              | LGPL           | kate-editor.org                                              |
| Kile                                                              | Kile Editor de LaTeX.                                                              | 2.0.3 5 de desembre de 2008  | GPL            | kile.sourceforge.net                                         |
| KWrite                                                            | KWrite Un editor de text, amb possibilitat d'exportar a HTML, PDF...               | 4.5.3 20 de juliol de 2006   | LGPL           | kate-editor.org                                              |
| Educatius                                                         |                                                                                    |                              |                |                                                              |
| Kanagram                                                          | Kanagram Un joc d'anagrames.                                                       | 0.2 2005                     | GPL            | edu.kde.org/kanagram                                         |
| Kalzium                                                           | Kalzium Una taula periòdica dels elements per al KDE.                              | 1.4.6 28 de març de 2006     | GPL            | edu.kde.org/kalzium                                          |
| KGeography                                                        | KGeography Fulleja els mapes geogràfics per al KDE.                                | 0.5 29 de juliol de 2009     | GPL            | kgeography.berlios.de                                        |
| Kig                                                               | Kig Eina d'aprenentatge de geometria.                                              | 1.0 desconegut               | GPL            | edu.kde.org/kig                                              |
| Kiten                                                             | Kiten Eina d'aprenentatge de japonès.                                              | 1.2 22 de maig de 2008       | GPL            | edu.kde.org/kiten                                            |
| Per a una llista sencera, aneu a la pàgina KDE Education Project. |                                                                                    |                              |                |                                                              |
| Jocs                                                              |                                                                                    |                              |                |                                                              |
| KAtomic                                                           | KAtomic Joc de trencaclosques, clon de l'Atomix.                                   | 3.0 desconeguda              | GPL            | games.kde.org Arxivat 2008-08-19 a Wayback Machine.          |
| KAsteroids                                                        | KAsteroids Un joc d'asteroides basat en l'Asteroids.                               | 2.2 desconeguda              | GPL            | games.kde.org Arxivat 2008-08-19 a Wayback Machine.          |
| Konquest                                                          | Konquest Joc de conquesta galàctica.                                               | 1.1 2003                     | GPL            | games.kde.org Arxivat 2008-08-19 a Wayback Machine.          |
| Per a una llista sencera, aneu a KDE Games.                       |                                                                                    |                              |                |                                                              |
| Gràfics                                                           |                                                                                    |                              |                |                                                              |
| digiKam                                                           | digiKam Aplicació per gestionar i modificar imatges digitals.                      | 2.1.1 14 de setembre de 2011 | GPL            | digikam.org                                                  |
| Ofimàtica                                                         |                                                                                    |                              |                |                                                              |
| KOffice                                                           | KOffice suite ofimàtica, del projecte KDE.                                         | 1.6.3 7 de juny de 2007      | GPL, LGPL, BSD | www.koffice.org Arxivat 2005-12-31 a Wayback Machine.        |